# Knute Rockne, All American
Knute Rockne, All American é um filme biográfico estadunidense de 1940 escrito por Robert Buckner e dirigido por Lloyd Bacon. É estrelado por Pat O'Brien como Knute Rockne e Ronald Reagan como o jogador George Gipp.
Em 1997, o filme foi considerado "culturalmente, historicamente ou esteticamente significativo" pela Biblioteca do Congresso dos Estados Unidos e selecionado para preservação no National Film Registry.

## Elenco
- Pat O'Brien ... Knute Rockne
  - Johnny Sheffield ... Knute, criança
- Gale Page ... Bonnie Skiles Rockne
- Ronald Reagan ... George Gipp
- Donald Crisp ... Padre John Cavanaugh
- Albert Bassermann ... Padre Julius Nieuwland
- John Litel ... presidente do comitê
- Henry O'Neill ... Doutor
- Owen Davis Jr. ... Gus Dorais
- John Qualen ... Lars Knutson Rockne
- Dorothy Tree ... Martha Rockne

## Recepção
A Variety chamou o filme de "uma das melhores cinebiografias já produzidas ... Pat O'Brien oferece uma excelente caracterização do imortal Rockne, captando o espírito do papel com uma compreensão das qualidades humanas do homem".